# Pierre François Sauret de La Borie
Pour les articles homonymes, voir Sauret et Borie (homonymie).
Pierre François Sauret de la Borie, dit Sauret, né le 23 mars 1742 à Gannat dans le Bourbonnais et mort le 24 juin 1818 dans cette même ville, est un général français de la Révolution et de l’Empire. Engagé dans l'armée française comme simple soldat, il participe à la guerre de Sept Ans, devient général sous la Révolution française et sert avec distinction pendant la guerre du Roussillon avant d'être transféré à l'armée d'Italie. Lors de la campagne de 1796 dans ce pays, il commande une division sous les ordres du général Napoléon Bonaparte. Il quitte peu après le service actif pour entrer en politique et devient député de l'Allier.

## Biographie
Pierre François Sauret naît le 23 mars 1742 à Gannat dans le Bourbonnais. Il commence sa carrière militaire le 14 septembre 1756 comme soldat au régiment de Mailly-infanterie. Il participe à de nombreux combats durant la guerre de Sept Ans, notamment à la bataille de Rossbach le 5 novembre 1757, où il est blessé d'un coup de sabre sur la tête, alors qu'il n'a que 15 ans. Affecté à la défense des côtes, il est présent à bord de l'escadre du marquis de Conflans en 1759 et est blessé par la chute d'un mât. 
Il sert ensuite comme grenadier à partir du 11 mars de la même année et obtient le grade de sergent le 11 mars 1763, avant d'être congédié par ancienneté le 28 septembre 1771. Admis comme sergent au régiment de Champagne le 17 octobre suivant, il devient fourrier le 5 juin 1772, adjudant sous-officier le 13 juin 1776, porte-drapeau le 15 novembre 1779, sous-lieutenant de grenadiers le 2 juin 1780 et lieutenant en second de grenadiers le 17 septembre 1784. Lieutenant en premier de grenadiers le 9 août 1789, il est fait chevalier de Saint-Louis le 5 mai 1791. Nommé capitaine de grenadiers le 12 janvier 1792 à l'armée du Midi, puis à l'armée des Alpes, il passe capitaine commandant le 20 mai 1792 puis lieutenant-colonel le 18 octobre 1792 au 7e régiment d'infanterie.

### Guerres révolutionnaires

#### Guerre des Pyrénées
En 1793, Sauret rejoint l'armée des Pyrénées Orientales en guerre contre l'Espagne. Il se trouve au combat de Céret le 20 avril 1793 et est nommé chef de brigade provisoire le 19 mai suivant par les représentants du peuple près de l'armée des Pyrénées Orientales. Le 5 octobre de la même année, il est promu général de brigade provisoire par les mêmes représentants du peuple et est blessé à la jambe gauche lors de la bataille de Villelongue-dels-Monts le 6 décembre. Employé à la division du général Eustache Charles d'Aoust le 19 décembre, il est élevé au grade de général de division le 23 de ce mois.

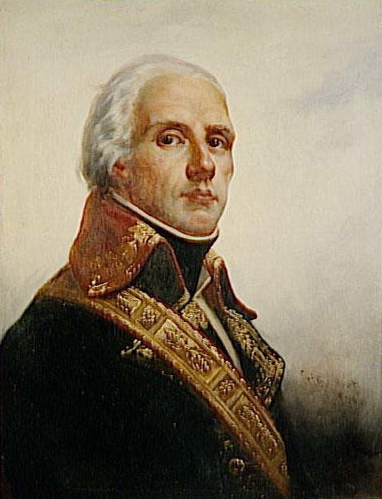
Le général Jacques François Dugommier.

Quand Jacques François Dugommier prend le commandement de l'armée en janvier 1794, il réorganise l'armée en trois divisions d'infanterie et une réserve de cavalerie. Sauret, Catherine-Dominique de Pérignon et Pierre Augereau commandent les divisions d'infanterie et André de La Barre dirige la cavalerie. Pendant l'offensive dirigée par Dugommier, Sauret entraîne sa division à la victoire dans la bataille du Boulou, les 30 avril et 1er mai 1794. Ses troupes, incluant les brigades des généraux Jean-François Micas, Louis Pelletier, Jean-Jacques Causse, Jean Simon Pierre Pinon, et Claude-Victor Perrin, participent au siège de Collioure le lendemain de la bataille du Boulou. Le 26 mai, la garnison espagnole de 7 000 hommes se rend, alors que les émigrés français fuient dans des bateaux de pêche. La reddition en septembre du fort de Bellegarde permet à Dugommier de préparer l'invasion de la Catalogne pour l'automne.

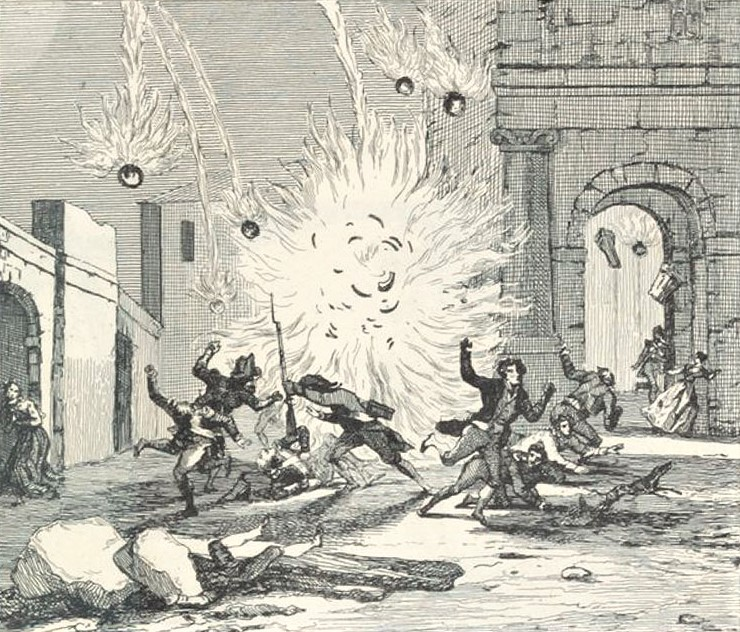
Bombardement de la ville de Roses lors du siège de 1795.

Sauret commande l'aile gauche à la bataille de la Sierra Negra du 17 au 21 novembre, où Dugommier lui ordonne d'opérer une diversion le premier jour du combat. Dugommier est tué par un éclat d'obus espagnol le 18 et son successeur Pérignon envoie des renforts à Sauret. Après quatre jours d'affrontements, l'armée française enlève les fortifications tenues par les troupes espagnoles, portugaises et émigrées. Le commandant espagnol, Luis Fermín de Carvajal, meurt en défendant la redoute de Notre-Dame-del-Roure le 20 novembre alors que son armée se débande.   
À la suite de ce succès, Pérignon s'empare rapidement de Figueras et investit le port de Roses. Du 28 novembre 1794 au 4 février 1795, Sauret commande 13 000 hommes lors de ce siège qui s'achève par la reddition de la garnison et au cours duquel il est blessé au bras. Il a sous ses ordres les brigades Victor, Causse, Martin, Motte, Chabert et Guillot ainsi qu'une petite division sous les ordres du général Beaufort de Thorigny. Pérignon et Sauret pressent vigoureusement les opérations de siège malgré un hiver particulièrement rigoureux. Des pièces d'artillerie lourde sont hissées sur le Mont Puy-Bois afin de bombarder le Castillo de la Trinidad, l'un des ouvrages-clés de la défense espagnole. Ce dernier, gravement endommagé, est abandonné par la garnison le 1er janvier. Dans la nuit du 3 février, la flotte de l'amiral Federico Gravina évacue les défenseurs avant qu'un assaut français ait pu avoir lieu. Sauret s'empare du château de la Trinité le 7 janvier.

#### Armée d'Italie

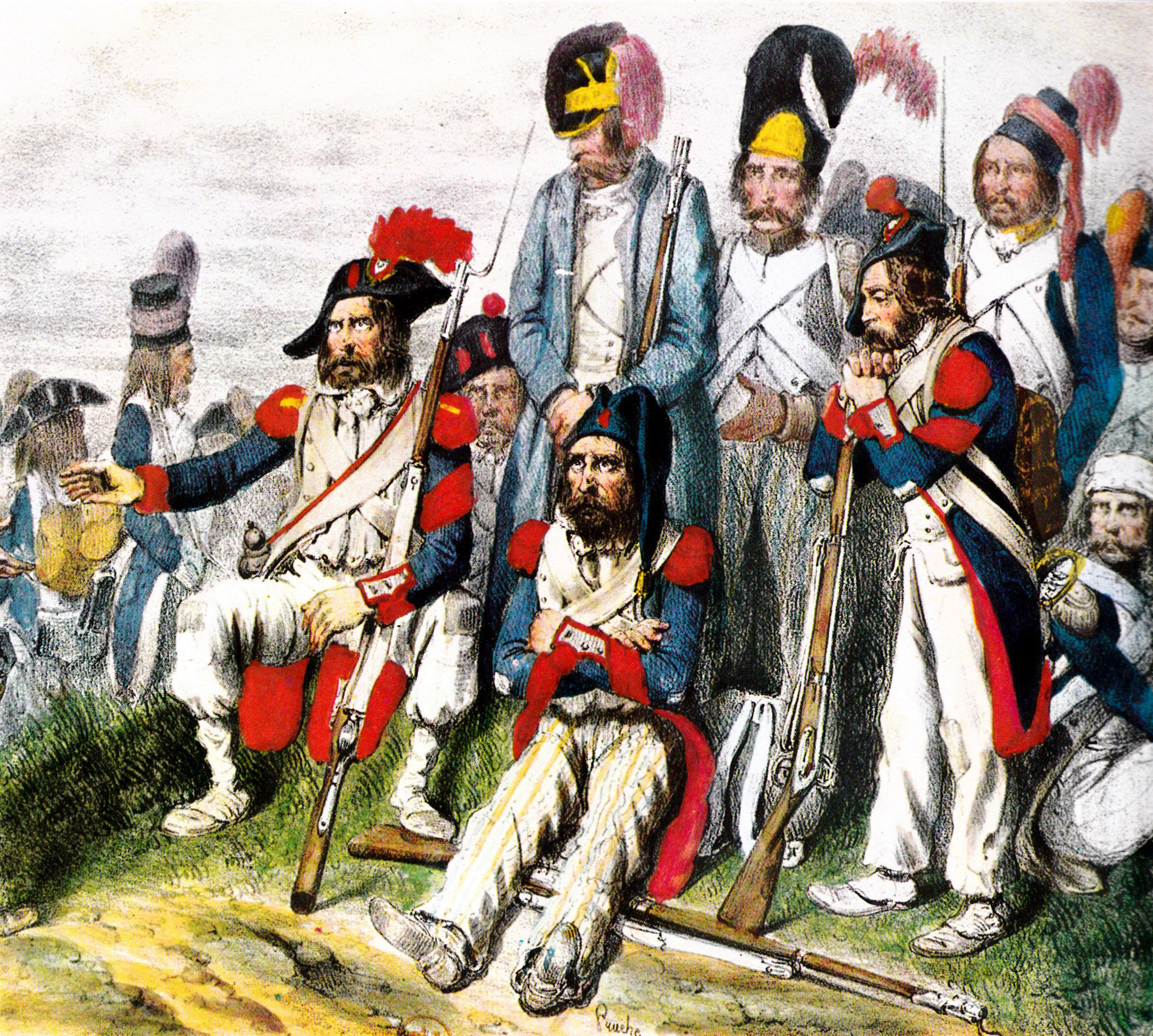
L'armée d'Italie en 1796, par le lithographe Pauchs. Sauret commande une division de cette armée pendant la campagne de 1796 à 1797.

Le 12 octobre 1795, il est transféré à l'armée d'Italie, dont Napoléon Bonaparte vient de prendre le commandement, et il la rejoint le 30 mars 1796. Il commande d'abord une division près de Gênes au mois d'avril puis les villes de Cherasco, Ceva et Mondovi à partir du 9 mai. Il est finalement placé à la tête d'une division de l'armée active le 1er juin et est impliqué dans des batailles quand l'armée autrichienne tente de lever le siège de Mantoue. À la fin du mois de juillet, sa division de 4 500 hommes participe à la défense de la rive ouest du lac de Garde avec les brigades Guieu et Rusca. Bonaparte, croyant les routes de montagnes trop médiocres pour soutenir des mouvements de grande envergure, juge cette force suffisante pour défendre la région, mais lorsque survient au nord la colonne autrichienne du général Peter Quasdanovich, forte de 18 000 soldats, les troupes de Sauret sont en infériorité numérique et mal préparées. 
Le 29 juillet 1796, les brigades autrichiennes de Peter-Carl Ott et Joseph Ocskay von Ocsko s'emparent des villes de Gavardo et de Salò, obligeant Sauret à battre en retraite sur Desenzano del Garda après avoir perdu 500 hommes et deux canons. Le général Guieu avec 400 soldats se barricade toutefois dans le palais Martinengo de Salò et refuse de déposer les armes. Le lendemain, le général autrichien Johann von Klenau se rend maître de Brescia, coupant la ligne d'approvisionnement de Bonaparte avec Milan. En réaction, le général en chef français se porte avec le gros de ses forces contre Quasdanovich tandis qu'Augereau reste en observation devant la principale armée autrichienne dirigée par le général Wurmser. Le 31 juillet, Sauret marche contre Salò, défait les troupes d'Ocskay à l'issue d'un combat qui a duré plusieurs heures et parvient à dégager Guieu et ses hommes. Bien que Sauret se soit rapidement retiré sur Lonato del Garda, ce revers incite Quasdanovich à regrouper ses forces à Gavardo. Sauret est blessé dans la journée du 1er août et le général Jean Joseph Guieu prend le commandement de sa division. Six indique toutefois qu'il s'empare de la Rocca d'Anfo le 7 août.

### Suite de carrière
Bonaparte retire à Sauret son commandement peu après. Le 14 août, il écrit à son propos : « bon, très bon soldat ; pas assez intelligent pour un officier général ; malchanceux ». Il dirige la réserve à Brescia le 21 août 1796, puis commande en Piémont le 30 août et est autorisé à prendre sa retraite le 15 novembre 1796. Le 14 avril 1797, il reprend néanmoins du service comme commandant de Tortone et d'Alexandrie. Il obtient une pension de 10 000 francs le 26 mars 1798 mais reste en activité à l'armée d'Italie comme commandant à Ancône. Il est admis au traitement de réforme sur sa demande et pour raisons de santé le 27 décembre 1798.
Député de l'Allier au Corps législatif le 25 décembre 1799, il est remis en activité le 6 février 1800 comme commandant à Genève le 1er mars. Le 15 mai, il commande le département du Léman, les bords du lac et le Valais. Le 29 mars 1801, il n'est pas compris dans la réorganisation des états-majors et cesse ses fonctions le 11 mai suivant. Admis au traitement de réforme le 21 mai, il rentre au Corps législatif le 27 mars 1802 avant d'être mis à la retraite le 11 décembre de la même année. 
Il rentre toutefois au Corps législatif comme secrétaire le 7 mars 1803. Sauret est fait chevalier de la Légion d'honneur le 11 décembre suivant et commandeur de l'ordre le 14 juin 1804. Il quitte définitivement le Corps législatif en 1806. Fait chevalier de la Couronne de fer et baron de l'Empire le 28 juin 1813 (confirmé par lettres patentes du 11 novembre de la même année), le général Sauret meurt le 24 juin 1818 à Gannat, sa ville natale. Son nom figure sur la 35e colonne de l'arc de triomphe de l'Étoile (pilier Ouest).
Le général Antoine Noguès a laissé dans ses Mémoires ce portrait de Sauret : « son instruction se bornait aux manœuvres, aux évolutions des troupes. En écrivant, il mettait une virgule après chaque mot, ce qui lui avait valu le plaisant surnom de Papa Virgule ».
Il meurt à Gannat le 24 juin 1818 et est enterré avec sa femme, Fanny Rollat (1793-1871), au cimetière de la ville. Ils n'ont pas eu de postérité.